# Tour Initiale
Tour Initiale (zuvor Tour Nobel, Tour Aventis, Tour Hoechst und Tour PB11) ist der Name eines Hochhauses im Pariser Vorort Puteaux in der Bürostadt La Défense. Eröffnet wurde das 109 Meter hohe Gebäude 1967. Es war das erste Gebäude über 100 Meter in La Défense. Das Gebäude verfügt über 30 Etagen und über eine Fläche von etwa 34.300 Quadratmetern. Entworfen wurde das Gebäude von den Architekten Jean de Mailly, Robert Giudici und Jacques Depussé, die sich dabei vom Lever House in New York City inspirieren ließen. Die gebogenen Fenster an den Kanten stellten damals eine Neuheit in Frankreich dar – es war das erste Gebäude in Frankreich, das damit ausgestattet wurde. Die Fenster wurden hierzu extra aus den USA importiert.
Von 2001 bis 2003 wurde das Hochhaus umfassend renoviert. Der Entwurf stammt vom Pariser Architekturbüro Valode et Pistre. Im Zuge der Renovierung wurde das Gebäude in Tour Initiale umbenannt.
Der Büroturm ist mit der Métrostation Esplanade de la Défense und dem Bahnhof La Défense an den öffentlichen Nahverkehr im Großraum Paris angebunden.